# Psammobatis rutrum
Psammobatis rutrum (лат.) — вид хрящевых рыб рода семейства Arhynchobatidae отряда скатообразных. Обитают в водах Атлантического океана между 22°56´ ю. ш. и 42°00´ ю. ш. Встречаются на глубине до 150 м. Их крупные, уплощённые грудные плавники образуют округлый диск со треугольным рылом. Максимальная зарегистрированная длина 30,3 см. Яйцекладущий вид. Не являются объектом целевого промысла.

## Таксономия
Впервые новый вид был научно описан в 1891 году как Raia extenta. Видовой эпитет происходит от слова лат. rutrum — «лопата». Голотип представляет собой самку длиной 25,7 см, пойманную в водах Аргентины (42°00′ ю. ш. 61°38′ з. д.).

## Ареал
Эти скаты обитают в водах Аргентины, Бразилии и Уругвая. Встречаются на континентальном шельфе на глубине 37—150 м.

## Описание
Широкие и плоские грудные плавники этих скатов образуют ромбический диск с широким треугольным рылом и закруглёнными краями. На вентральной стороне диска расположены 5 жаберных щелей, ноздри и рот. Хвост длиннее диска. На хвосте имеются латеральные складки. У этих скатов 2 редуцированных спинных плавника и редуцированный хвостовой плавник. Максимальная зарегистрированная длина 30,3 см.

## Биология
Эти скаты откладывают яйца, заключённые в роговую капсулу с «рожками» по углам. Длина капсул 5,2 см, а ширина 3,5 см. Вероятная длина новорождённых около 10 см.

## Взаимодействие с человеком
Эти скаты не являются объектом целевого лова. Попадаются в качестве прилова в ходе донного траления. Данных для оценки Международным союзом охраны природы охранного статуса недостаточно.